# La Boîte de Gavrock
La Boîte de Gavrock est le 19e épisode de la saison 3 de Buffy contre les vampires.

## Résumé
Un colis très important pour l'Ascension du maire doit arriver : « la boîte de Gavrock ». Faith est chargée de la réceptionner. Buffy, qui surveille la mairie, obtient des informations sur la boîte par un vampire qu'elle capture. Le Scooby-gang met alors au point un plan pour prendre d'assaut la mairie afin de s'emparer de la boîte. Ils y parviennent mais Willow est capturée par Faith alors que les autres s'enfuient sans s'en apercevoir. Lors d'une tentative d'évasion, Willow trouve le livre de l'Ascension. Elle est cependant découverte par Faith. Buffy et Giles, de leur côté, décident d'appeler le maire pour organiser un échange : leur amie contre la boîte. 
L'échange a lieu au lycée de Sunnydale. Au cours de celui-ci, le maire fait prendre conscience à Angel que lui et Buffy n'ont aucun avenir ensemble. L'échange est interrompu par l'arrivée de la police, accompagnée du Principal Snyder qui confisque la boîte, pensant qu'elle contient de la drogue. Lorsque la boîte est ouverte, une grosse araignée en sort et dévore le visage d'un des policiers. Après l'avoir attrapée, le Maire leur apprend que la boîte en contient près de 50 milliards. Finalement, le Maire et Faith repartent avec la boîte alors que Willow révèle au groupe qu'elle a réussi à récupérer quelques pages du livre de l'Ascension.

## Statut particulier
Noel Murray, du site The A.V. Club, estime qu'il s'agit d'un « épisode passionnant caractérisé par une musique entraînante et certaines des meilleures scènes de combat » qu'il ait vus jusqu'alors dans la série mais surtout « par la façon dont il complète le processus de maturation de Willow ». Pour la BBC, le scénario repose sur une idée « usée jusqu'à la corde », l'un des héros est capturé par les méchants, mais ce manque d'imagination est contrebalancé par « de bonnes interactions entre les personnages », impliquant notamment celui de Willow. Mikelangelo Marinaro, du site Critically Touched, lui donne la note de A-, évoquant un épisode où il ne « survient rien de particulièrement important ou percutant » mais qui est « intéressant de bout en bout » avec de l'action, du suspense et des discours qui touchent juste de la part du Maire, sur la relation entre Buffy et Angel, et de Willow, sur Faith.

## Distribution

### Acteurs et actrices crédités au générique
- Sarah Michelle Gellar : Buffy Summers
- Nicholas Brendon : Alexander Harris
- Alyson Hannigan : Willow Rosenberg
- Charisma Carpenter : Cordelia Chase
- David Boreanaz : Angel
- Seth Green : Oz
- Anthony Stewart Head : Rupert Giles

### Acteurs et actrices crédités en début d'épisode
- Kristine Sutherland : Joyce Summers
- Harry Groener : Richard Wilkins
- Alexis Denisof : Wesley Wyndam-Pryce
- Eliza Dushku : Faith Lehane
- Armin Shimerman : Principal R. Snyder